# Tribunal Constitucional de Cabo Verde
O Tribunal Constitucional de Cabo Verde é o mais alto tribunal do poder judiciário cabo-verdiano, a instância superior e o único do qual as decisões são definitivas e irrevogáveis. Possui autoridade jurídica suprema dentro do país para interpretar e decidir questões de natureza jurídico-constitucional, de acordo com a carta magna. Sua sede está localizada na capital do país, na cidade da Praia.
Sua função principal é de guardião da Constituição da República de Cabo Verde, o último bastião dos direitos, liberdades e garantias dos cidadãos, sendo independente dos demais órgãos de soberania e subordinado apenas a Constituição.
A criação do Tribunal Constitucional de Cabo Verde está previsto desde a primeira revisão ordinária de 1999, mas a sua instalação só foi possível em 2015 após a aprovação da lei que estabelece a sua organização, competência, funcionamento e o estatuto dos juízes.

## Composição
Eleitos pela Assembleia Nacional, o Tribunal Constitucional de Cabo Verde é composto por um número ímpar de juízes (atualmente três), com o mínimo de três e máximo sete, fixados pela lei e aprovados por uma maioria de dois terços dos deputados presentes. E quando composto por número mínimo, são eleitos mais dois juízes substitutos para  em casos de ausência e impedimentos dos mesmos.
Após a publicação da eleição no boletim oficial, os juízes conselheiros tomam posse perante o Presidente da República num período de trinta dias e o respetivo mandato é de 9 anos, não renovável.
O presidente do Tribunal Constitucional é eleito internamente pelos seus pares por voto secreto, sem debate prévio por um período de quarto anos e meio podendo ser reelegido.
Compunham o primeiro Tribunal Constitucional em Cabo Verde, os juízes Aristides R. Lima, João Pinto Semedo, José Pina Delgado, assim como os juízes substitutos Bernardino Delgado e Januária Costa. O primeiro presidente deste tribunal foi João Pinto Semedo, que exerceu a função por sete anos, de 2015 a 2023, sendo substituído desde então por José Pina Delgado que se encontra no cargo atualmente.

### Membros Atuais
- José Pina Delgado (Presidente)
- Aristides Raimundo Lima (Juiz Conselheiro)
- João Pinto Semedo (Juiz Conselheiro)
- Evandro João Tancredo Rocha (Juiz Substituto)
- Rosa Carlota Martins Branco Vicente (Juíza Substituta)

### Membros Antigos
- Bernardino Duarte Delgado (Juiz Substituto)
- Januária Tavares Silva M. Costa (Juíza Substituta)

### Presidentes
1. João Pinto Semedo (2015-2023)
2. José Pina Delgado (2023 até a presente data)

## Funcionamento
Quando composto por um número superior a três juízes, o Tribunal Constitucional atua em sessões plenárias e por secções. As audiências são públicas, exceto em casos onde a decisão for contrária, visando assegurar o normal funcionamento do próprio tribunal.
Ela só pode exercer as suas funções com a maioria dos membros efetivos e nunca com menos de três juízes, sendo que as decisões são tomadas por meio de votação, por maior maioria simples dos membros presentes. Cada juiz tem direito a um voto e caso haja posições que obstruam a formação de uma maioria, o Presidente possui o voto de qualidade.
A declaração de voto confere aos conselheiros manifestarem os seus votos, indicando de forma sumária, as razões porque cada um vota a favor ou contra uma determinada decisão, ou porque concorda da decisão, entretanto, discorda da fundamentação.

## Conselho Administrativo

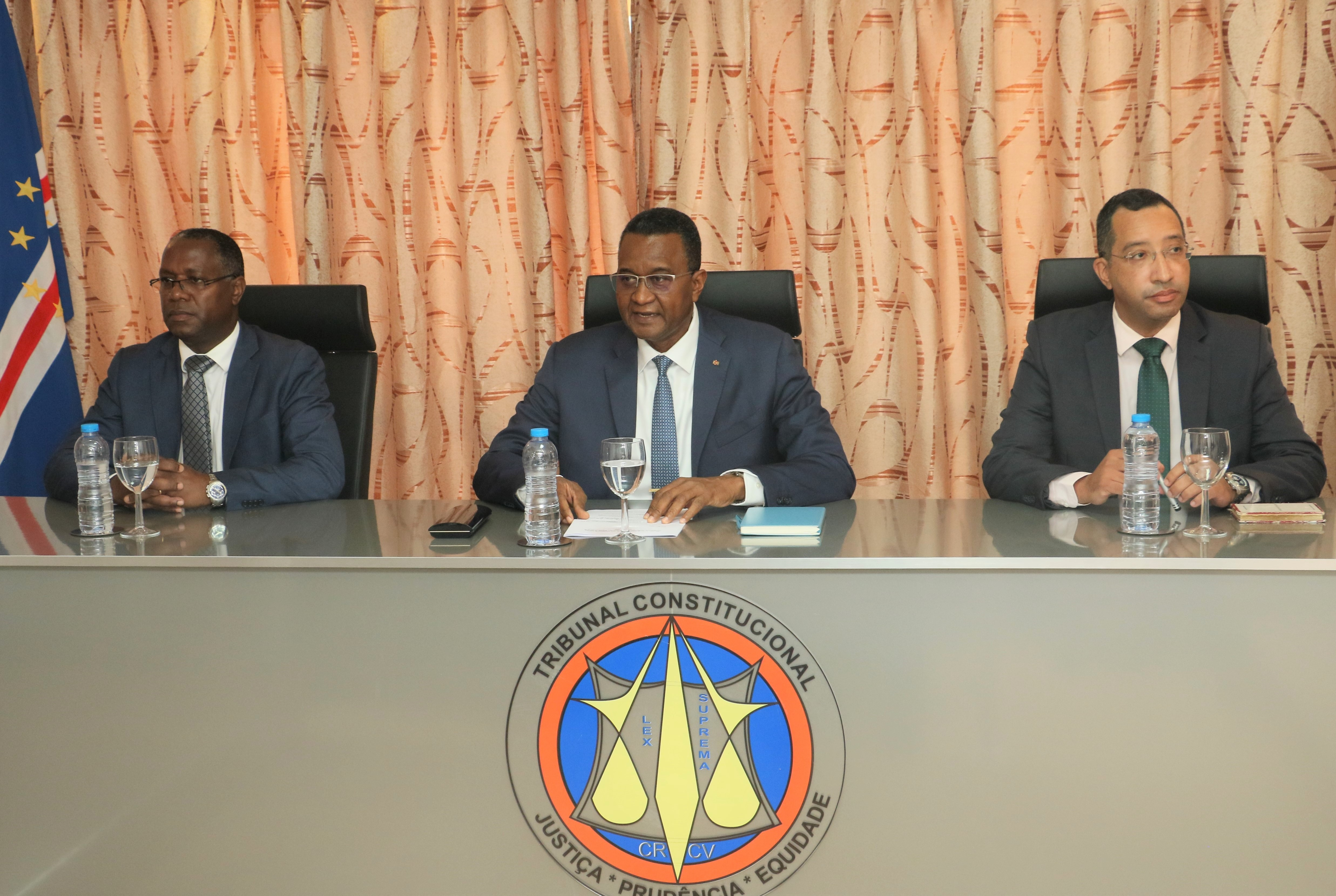
Primeiros Juízes Conselheiros efetivos que compuseram o Tribunal Constitucional de Cabo Verde: João Pinto Semedo, Aristides R. Lima e José Pina Delgado.

O Tribunal Constitucional conta com um Conselho Administrativo que tem a competência elaborar os projetos de orçamento do Tribunal, autorizar o pagamento de despesas, orientar a contabilidade, bem como outras demais funções previstas na lei.
Este conselho é composto pelo Presidente, um Juiz escolhido pela Corte e pelo Secretário.

## Cooperação Internacional
Enquanto instituição central no sistema jurídico, político, constitucional, o Tribunal Constitucional de Cabo Verde mantém relações de cooperação internacional com outros tribunais constitucionais quer seja bilateral ou multilateral. É membro da Conferência das Jurisdições Constitucionais dos Países de Língua Portuguesa, Conferência das Jurisdições Constitucionais Africanas, Conferência Mundial sobre a Justiça Constitucional e a Associação dos Tribunais Constitucionais da Francofonia.